# Петър Калешев
Петър Калешев (на гръцки: Πέτρος Καλέσης, Петрос Калесис) е гъркомански революционер, деец на Гръцката въоръжена пропаганда в Македония.

## Биография
Роден е в края на XIX век в струмишкото село Мокриево, Османската империя. Включва се в гръцката въоръжена пропаганда в Македония и действа срещу частите на ВМОРО. Действа в района на Ениджевардарското езеро, Дойран и Струмица. През пролетта на 1905 година лейтенантът от артилерията Йоанис Аврасоглу, служител на гръцкото консулство в Солун, е натоварен да създаде гръцка чета в Кукушко. Калесис става подкапитан и водач на четата. При пристигането си в Саръгьол през август 1905 година, четата попада на засада и в сражението загиват много четници, включително и Калесис, а мнозина са пленени.